# Zadębie (rzeka)
Zadębie – rzeka dorzecza Narwi, lewy dopływ Raciążnicy, o długości 20,07 km. Wypływa w okolicach wsi Żychowo i płynie w kierunku północno-zachodnim. Po minięciu wsi Julianowo skręca na południe a potem, po minięciu miejscowości Osowa Łaszewska, na południowy wschód i w okolicach wsi Kraszewo-Czubaki wpada do Raciążnicy.